# Thomas Harban
Thomas John Harban (sinh ngày 12 tháng 11 năm 1985) là một cầu thủ bóng đá người Anh, hiện tại không có đội bóng nào sau khi bị giải phóng từ Halifax Town. Anh thi đấu ở vị trí phòng ngự.

## Sự nghiệp
Harban thi đấu ở các cấp độ trẻ cùng với Barnsley tuy nhiên lại chưa ra mắt đội chính.
Ngày 3 tháng 10 năm 2006, Thomas và đồng đội ở Barnsley Ryan Laight gia nhập đội bóng Conference National Tamworth theo dạng cho mượn. Cả Harban và Laight có lần đầu tiên ra sân cho Tamworth lần nữa trước Aldershot Town.
Harban gia nhập Bradford City theo dạng cho mượn vào ngày 25 tháng 7 năm 2007, và hết hạn vào cuối năm. Anh đá 6 trận ở giải vô địch cho Bradford. Sau khi hoàn thành hợp đồng cho mượn, Harban và đồng đội Nathan Joynes, cũng thi đấu dưới dạng cho mượn tại Bradford, gia nhập Halifax Town theo dạng chuyển nhượng tự do.